# ایده (هلند)
‌اِیده (به هلندی: Ede) نام یک شهر و شهرستان در استان خلدرلاند در شرق هلند است. جمعیت این شهر طبق آمار سال ۲۰۰۷ معادل ۱۰۷٬۴۷۶ نفر است.

## اقتصاد
اقتصاد شهر ایده به لطف نزدیکی به بزرگراه‌ها و راه‌آهن سریع‌ترین راه را به بندر روتردام و فرودگاه اسخیپهول آمستردام و منطقه رور در آلمان ممکن ساخته‌است. قبلاً بیشتر افراد شهر در کارخانه‌ای متعلق به شرکت هلندی انکا و همین‌طور سه مرکز نظامی در شمال شرق شهر کار می‌کردند که با بسته شدن کارخانه و همچنین پس از منسوخ شدن خدمت وظیفه عمومی، اقتصاد شهر بیشتر روی صنعت گردشگری متمرکز شده‌است.

## ترابری
شهر ایده از طریق آزادراه به شهرهای اطراف راه دارد. همچنین از طریق دو ایستگاه راه‌آهن به آلکمار، آمرسفورت، آمستردام، فرودگاه اسخیپهول آمستردام، آرنهم، بارنه‌فلد، دن هلدر و اوترخت دسترسی دارد.

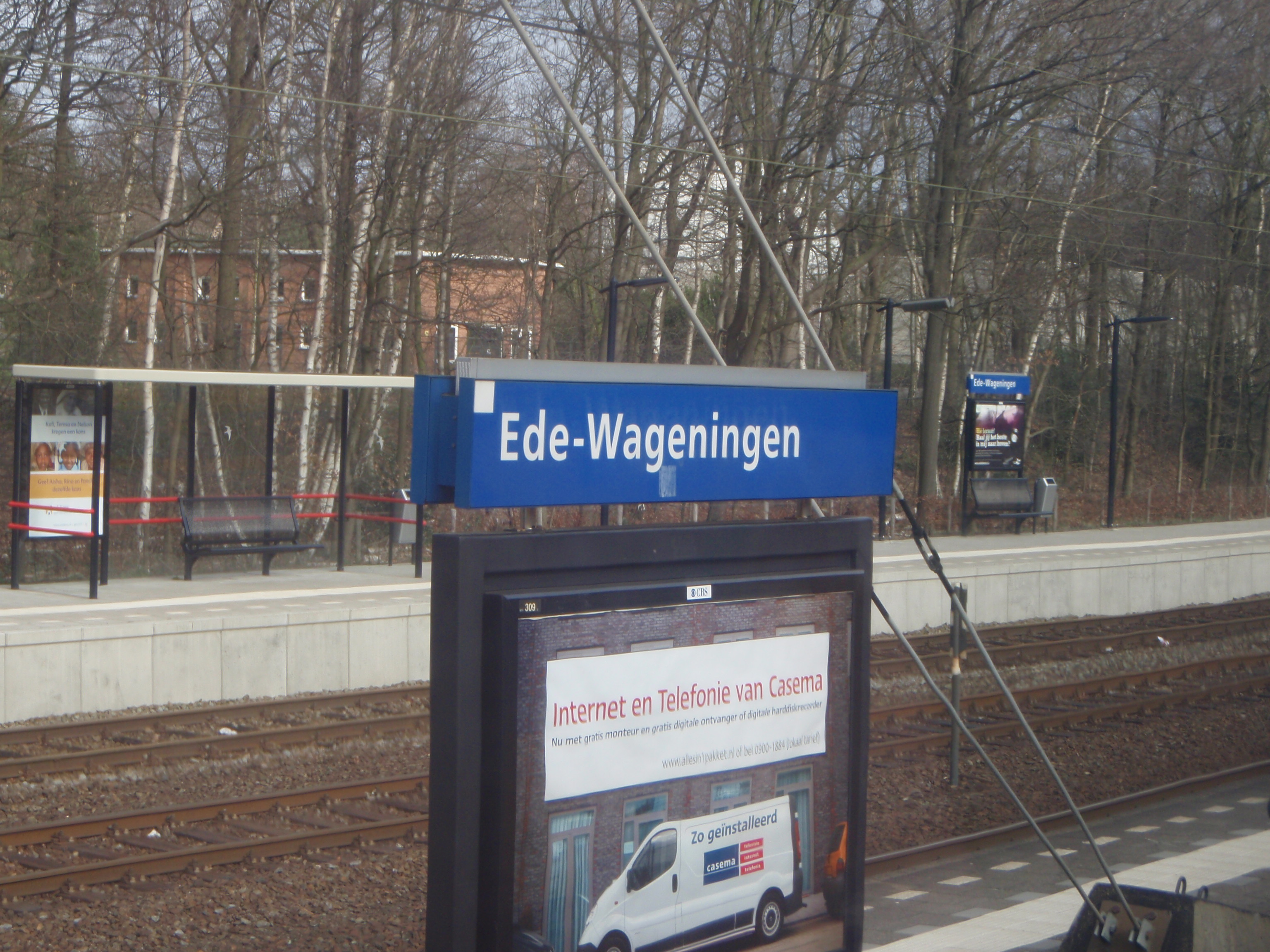
ایستگاه راه‌آهن هیده

## تحصیلات
در این شهر ۴ دبیرستان و یک دانشگاه وجود دارد.

## شهرهای دوقلو
- خرودیم - جمهوری چک